# Соболята
Соболята — деревня в Верещагинском районе Пермского края. Входит в состав Бородульского сельского поселения.

## Географическое положение
Деревня расположена примерно в 7 км к северо-востоку от административного центра поселения, деревни Бородули. Ближайшая железнодорожная станция — о.п. Аникино, находится примерно в 3 км к северо-западу от указанной деревни.

## Население
| 2010 |
| ---- |
| 146  |

## Топографические карты
- Лист карты O-40-62 Верещагино. Масштаб: 1 : 100 000. Издание 1962 г.